# فلسطين في الألعاب الأولمبية الصيفية 2016
نافست فلسطين في دورة الألعاب الأولمبية الصيفية 2016 في ريو دي جانيرو، البرازيل، من 05-21 أغسطس 2016.

## السباحة
تلقت فلسطين دعوة عالمية من الاتحاد الدولي للسباحة لإرسال سبّاحين اثنين (ذكر وأنثى) للمشاركة في الأولمبياد
| اللاعب             | المنافسة                     | الدور الأول | الدور الأول | الدور نصف النهائي | الدور نصف النهائي | الدور النهائي | الدور النهائي |
| اللاعب             | المنافسة                     | الزمن       | المركز      | الزمن             | المركز            | الزمن         | المركز        |
| ------------------ | ---------------------------- | ----------- | ----------- | ----------------- | ----------------- | ------------- | ------------- |
| أحمد جبريل (رياضي) | سباحة مسافة 50 متر حرة رجال  | 1:59:71     | 47          | لم يتأهل          | لم يتأهل          | لم يتأهل      | لم يتأهل      |
| ماري الأطرش        | سباحة مسافة 50 متر حرة سيدات | 28.76       | 62          | لم تتأهل          | لم تتأهل          | لم تتأهل      | لم تتأهل      |